# Salvia ramamoorthyana
Salvia ramamoorthyana là một loài thực vật có hoa trong họ Hoa môi. Loài này được Espejo miêu tả khoa học đầu tiên năm 1993.